# Politeknik Industri Furnitur dan Pengolahan Kayu
家具・木材加工業ポリテクニック（インドネシア語: Politeknik Industri Furnitur dan Pengolahan Kayu; PIFPK）はインドネシア共和国中央ジャワ州ケンダル県にある公立の職業大学（ポリテクニック）である。家具製造工学、家具設計、家具事業経営の3つのコースがある。